# Ямакіта (Канаґава)

35°21′38″ пн. ш. 139°5′2″ сх. д. / 35.36056° пн. ш. 139.08389° сх. д.
Яма́кіта (яп. 山北町, やまきたまち, МФА: [jamaki̥ta mat͡ɕi̥]) — містечко в Японії, в повіті Асіґара-Камі префектури Канаґава. Станом на 1 квітня 2009 площа містечка становила 224,70 км². Станом на 1 липня 2011 населення містечка становило 11 577 осіб.